# Tom R. Burns
Thomas Rearden Burns (* 27. Februar 1937 in Arkansas; † 25. April 2025 in Uppsala) war ein US-amerikanisch-schwedischer Soziologe und Hochschullehrer.

## Leben
Burns studierte an den Universitäten in Stanford und Warschau Physik, Ökonomie und Soziologie. Promoviert wurde er 1969 in Stanford im Fach Soziologie. Burns lehrte an verschiedenen Hochschulen in den USA, in Norwegen, Schweden, Portugal und am Europäischen Hochschulinstitut in Florenz. An der Universität von Uppsala lehrte er als Professor für Soziologie von 1982 bis zur Emeritierung 2002.
Gemeinsam mit anderen Sozialwissenschaftlern entwickelte Burns in einem wissenschaftlichen Netzwerk eine neue Variante der Systemtheorie: die social rule system theory, die sich durch die systematische Verknüpfung von Akteur und System von der Systemtheorie Talcott Parsons’ und Niklas Luhmanns substantiell unterscheidet.

## Veröffentlichungen
- 1985: Man, Decisions, Society.
- 1986: The Shaping of Socio-economic Systems.
- 1987: The Shaping of Social Organization: Social Rule System Theory With Applications. Gemeinsam mit Helena Flam.
- 1988: Creative Democracy. Systematic Conflict Resolution and Policymaking in a World of High Science and Technology. Gemeinsam mit Reinhard Ueberhorst. Praeger, New York/Westport, Connecticut/London
- 1992: Societal Decision-making: Democratic Challenges to State Technocracy.
- 1994: Municipal Entrepreneurship and Energy Policy: A Five Nation Study of Politics, Innovation, and Social Change.